# (280) Filia

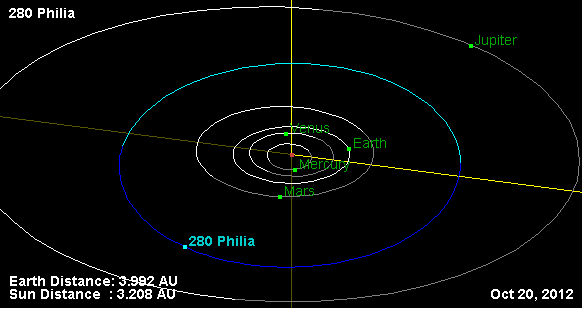
(280) Filia, asteroide perteneciente al cinturón de asteroides

(280) Filia es un asteroide perteneciente al cinturón de asteroides descubierto el 29 de octubre de 1888 por Johann Palisa desde el observatorio de Viena, Austria.
Está nombrado por Filia, una diosecilla de la mitología griega.